# Gimlet
Gimlet（ギムレット）は、同人サークル「Fake Star」が2006年に発売した同人ゲーム「氷花ノ幻夜」を商業作品として発売する際に、設立されたアダルトゲームブランド。

## 概要
2007年9月21日、「氷花ノ幻夜 -Eternal Waltz-」の初公開と共に公式ページが開設され、全容が明らかになった。関連ブランドとして「戯画」が存在していた。Dream Party東京2007秋では、戯画・パートナーブランドブースに「氷花ノ幻夜 -Eternal Waltz-」の紹介を目的として参加。
2008年6月13日、シナリオ担当大羽の体調不良並び追加パッチの延期アナウンス以降、更新がされていない。

## 氷花ノ幻夜 -Eternal Waltz-
ブランド設立と同時に発表されたGimletのデビュー作。前述した通り同人サークル「Fake Star」が2006年に発売した「氷花ノ幻夜」を商業作品として発売する目的で作られている。
単なるリマスターという訳ではなく、新規ストーリーの追加、全面リニューアルそれによるCVの追加などリニューアル作品という位置づけにあたる。
当初は2007年12月21日を発売予定日としていたが、内容のボリュームと完成度を上げるため2008年2月1日へと延期。さらにvista環境下による動作トラブルと印刷物等周辺素材の遅れで3月7日へと延期。そこから更に重大なバグ発覚により28日へと延期。最終的には若干の仕様変更に伴う特典印刷物の不手際が重なり4月11日発売へと至った。

### 登場人物
高神ここみ
CV：大咲茉菜

華
CV：瑞森柚子

観月依子
CV：麻野紗雪

漣香苗

松山宗司

藤野雪奈
CV：なもなきよいこ

藤野春奈

高神麻希子
CV：川本綾美

早川乾三郎

### スタッフ
- ディレクター・シナリオ - 大羽なお
- 原画 - かつまれい
- 音楽 - Angel Note
- ムービー - 時風聖夜（時の宿）

### 主題歌
- 「Frozen Flower」

歌 - 葉山りく
- 「Eternal Waltz -明日への約束-」

歌 - 珠梨